# Henry de Brisay
 (juin 2024).
Si vous disposez d'ouvrages ou d'articles de référence ou si vous connaissez des sites web de qualité traitant du thème abordé ici, merci de compléter l'article en donnant les références utiles à sa vérifiabilité et en les liant à la section « Notes et références ».
Henry de Brisay (Paris, 10 décembre 1862 - Paris, 9 septembre 1919) est un écrivain populaire français de la fin du XIXe siècle et du début du XXe.

## Biographie
Henry Alfred Louis Marie de Brisay est le fils d'Achille de Brisay, officier de cavalerie, et de Marie Brindejonc de Bermingham.
Dramaturge, il signe de nombreuses pièces de théâtre jouées notamment au Théâtre Antoine comme, en 1909, Master Bob, gagnant du Derby, qu'il écrivit avec Marcel Lauras pour l'acteur Firmin Gémier.
Il est également un auteur de livres d'aventures destinés à la jeunesse, dont Jean la Poudre (1896), qui sera adapté au cinéma par Émile Chautard et Maurice Tourneur, Trémor aux mains rouges (1896) et À l'abordage (1897).
Scénariste de films, le marquis de Brisay apparaît au générique de plusieurs courts métrages muets des années 1910.

## Œuvres
- Flamberge au vent, illustré par Job, Charavay, Mantoux, Martin éditeurs (1890)
- Le Plus Beau du monde, comédie en 1 acte, H. Rhode (1890), écrite en collaboration avec Sadi Pety
- Le Secret de l'abbé Fauvel, Delhomme et Briguet éditeurs (1891)
- L'Ouragan, comédie en 1 acte, H, Rohde (1895), écrite en collaboration avec Sadi-Pety
- Une dame qui prend mouche, comédie en 1 acte, Librairie théâtrale (1895), écrite en collaboration avec Sadi-Pety
- Madame et Monsieur, saynète, Librairie théâtrale (1895)
- Les Compagnons du Sphynx, roman historique sur les campagnes napoléoniennes de 1814, paru dans L'Ouvrier en feuilleton, illustré par Mucha. Paru en livre sous le titre L'Aventure de Roland, Librairie d'éducation de la jeunesse (1896)
- Jean la Poudre, illustré par Job, Charavay, Mantoux, Martin éditeurs (1896)
- Trémor aux mains rouges, illustrations d'Édouard Zier, Mame & fils (1896)
- À l'abordage, illustrations d'Édouard Zier, Charavay, Mantoux, Martin éditeurs (1897)
- Les Contes de l'épée, Mame & fils (1897)
- Goberon, comédie en 1 acte, Librairie théâtrale (1900)
- Théâtre bleu, illustrations de Lucien Métivet, Mame & fils (1901)
- On ferme !, comédie en 1 acte, Librairie théâtrale (1910), écrite en collaboration avec Henry Vernot
- Jolies chansons patriotiques. Hier et aujourd'hui (1915)
- La Vie d'un grand marin, Rouff, coll. « historique populaire » no 11 (s.d.)
- Plus fort que la force, Mame & fils (s.d.)

## Filmographie

### En tant que scénariste
- 1911 : Bébé court après sa montre, court-métrage muet réalisé par Louis Feuillade
- 1912 : L'Invisible, court-métrage muet réalisé par Victorin-Hippolyte Jasset
- 1913 : Le Dictateur, court-métrage muet réalisé par Émile Chautard
- 1913 : Onésime et le cœur du tzigane, court-métrage muet réalisé par Jean Durand
- 1913 : Onésime aime les bêtes, court-métrage muet réalisé par Jean Durand
- 1917 : Un homme passa, court-métrage muet réalisé par Henry Roussel

### Adaptation
- 1913 : Jean la Poudre ou La Conquête d'Algérie, court-métrage muet réalisé par Émile Chautard et Maurice Tourneur, adaptation par les réalisateurs du roman éponyme d'Henry de Brisay
- 1918 : Ainsi va la vie, court-métrage muet réalisé par Pierre Bressol, adaptation par le réalisateur de la pièce La Condamnée d'Henry de Brisay